# Draize

Draize este o comună în departamentul Ardennes din nordul Franței. În 1 ianuarie 2022 avea o populație de 90 de locuitori.